# Tetramorium sculptatum
Tetramorium sculptatum är en myrart som beskrevs av Bolton 1977. Tetramorium sculptatum ingår i släktet Tetramorium och familjen myror. Inga underarter finns listade i Catalogue of Life.